# Mojosarirejo (Kemlagi)
Mojosarirejo is een bestuurslaag in het regentschap Mojokerto van de provincie Oost-Java, Indonesië. Mojosarirejo telt 2030 inwoners (volkstelling 2010).